# 中島浩人
中島 浩人（なかじま ひろと、1960年4月11日 - ）は、東京都出身の元プロ野球選手（投手）。左投左打。

## 来歴・人物
横浜商業高では前年に続いて1978年の夏の県大会決勝に進出。横浜高の1年生・愛甲猛投手と投げ合うが3-5で敗退。甲子園出場はならなかった。
高校卒業後は、社会人野球の日本鋼管に入社。1982年の都市対抗野球に日産自動車の補強選手として出場し、準決勝では住友金属を相手にリードされた終盤に登板したが敗れる。同年のプロ野球ドラフト会議で読売ジャイアンツから5位指名を受けるが、これを保留したままチームに残留し、翌1983年の都市対抗野球に出場。自身は救援で1試合に投げて、チームは準々決勝まで進出するが東芝に敗退。同年シーズンオフの11月に正式に巨人に入団。
大型左腕と期待され1985年に6試合に登板するが、その後は出場機会がなく1987年限りで現役を引退。会社員となった。
オーバースローからのストレートに威力があり、変化球はカーブ、シュート、スライダーを武器とした。

## エピソード
1985年9月、初登板の大洋戦で平田薫に試合を決定づける満塁弾を浴び巨人は敗戦、この日自力優勝が消滅する。平田の大学時代の同僚で一塁手の中畑清が簡単なファールフライを落球し、そこから打ち込まれた。翌日のスポーツ紙には「鹿取・角・金城らがいたのになぜ中島?」と、この継投を疑問視する記事が掲載されてしまった（1985 9/9 報知新聞関西版より）が、作家の池波正太郎は、「池波正太郎の銀座日記」の中で「何から何までうまく運ばなかった試合に初登板させられ、緊張と不安と闘いながら投げ抜いた中島は、すばらしかった」と書き、あまり例のないことでもあり話題になった。

## 詳細情報

### 年度別投手成績
| 年 度     | 球 団     | 登 板 | 先 発 | 完 投 | 完 封 | 無 四 球 | 勝 利 | 敗 戦 | セ 丨 ブ | ホ 丨 ル ド | 勝 率 | 打 者 | 投 球 回 | 被 安 打 | 被 本 塁 打 | 与 四 球 | 敬 遠 | 与 死 球 | 奪 三 振 | 暴 投 | ボ 丨 ク | 失 点 | 自 責 点 | 防 御 率 | W H I P |
| --------- | --------- | ----- | ----- | ----- | ----- | -------- | ----- | ----- | -------- | ----------- | ----- | ----- | -------- | -------- | ----------- | -------- | ----- | -------- | -------- | ----- | -------- | ----- | -------- | -------- | ------- |
| 1985      | 巨人      | 6     | 0     | 0     | 0     | 0        | 0     | 0     | 0        | --          | ----  | 33    | 8.0      | 6        | 1           | 2        | 0     | 0        | 7        | 0     | 0        | 4     | 3        | 3.38     | 1.00    |
| 通算：1年 | 通算：1年 | 6     | 0     | 0     | 0     | 0        | 0     | 0     | 0        | --          | ----  | 33    | 8.0      | 6        | 1           | 2        | 0     | 0        | 7        | 0     | 0        | 4     | 3        | 3.38     | 1.00    |

### 記録
- 初登板：1985年9月8日、対横浜大洋ホエールズ22回戦（後楽園球場）、7回表より2番手で救援登板・完了、3回4失点（自責点3）

### 背番号
- 33 （1984年 - 1987年）